# Estación de San Francisco (Guanajuato)
Estación de San Francisco es una localidad del estado mexicano de Guanajuato. Es parte del municipio de San Francisco del Rincón.

## Toponimia
El nombre «San Francisco» hace referencia al santo patrono de la localidad: Francisco de Asís.

## Demografía
| Gráfica de evolución demográfica |
|                                  |

| Censo | Población |
| ----- | --------- |
| 1921  | 191       |
| 1930  | 72        |
| 1940  | 193       |
| 1950  | 287       |
| 1960  | 297       |
| 1970  | 456       |
| 1980  | 564       |
| 1990  | 812       |
| 2000  | 951       |
| 2010  | 1 140     |
| 2020  | 1 284     |